# Kiwusee-Erdbeben 2008

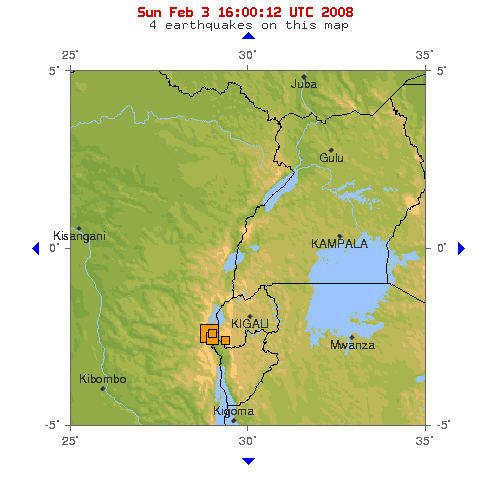
Die Erdstöße vom 3. Februar 2008.

Das Kiwusee-Erdbeben 2008 war ein Oberflächenerdbeben und erschütterte mehrere Staaten in der Region der Afrikanischen Großen Seen. Das Erdbeben in einer Tiefe von 10 km begann am 3. Februar 2008 um 07:34:12 UTC und erreichte nach den Berechnungen des United States Geological Survey (USGS) eine Momenten-Magnitude von MW=5,9. Das Epizentrum des ungefähr 15 Sekunden dauernden Erdbebens befand sich etwa 20 km von Bukavu bei Kivumu und Birava (2° 19′ S, 28° 54′ O) in der Demokratischen Republik Kongo. Etwa dreieinhalb Stunden nach dem Beben ereignete sich um 10:56:09 Uhr UTC ein Nachbeben mit der Raumwellenmagnitude mb=5,1, dem zwei kleinere Nachbeben folgten. Ein weiteres Erdbeben mit einer Magnitude von mb=5,4 ereignete sich am 14. Februar nordwestlich von Bukavu.

## Auswirkungen
In Ruanda wurden durch das Beben mindestens 25 Personen getötet. Zehn davon starben im Bezirk Rusizi, als eine Kirche während eines Gottesdienstes einstürzte. Auch im Bezirk Nyamesheke  verursachte das Erdbeben Todesopfer. 447 Personen wurden nach UN-Angaben in Krankenhäusern behandelt, etwa vier Fünftel davon nur ambulant.
In der Demokratischen Republik Kongo töteten die Erdbeben fünf Personen und verletzten 149.
Im nahegelegenen Staat Burundi verursachte das Erdbeben einen Stromausfall. Die Erdstöße waren noch in der kenianischen Hauptstadt Nairobi zu spüren.

## Reaktionen und Hilfsmaßnahmen
Da in der Region mehrere Missionen der Vereinten Nationen oder einer ihrer Unterorganisationen UNICEF, Weltgesundheitsorganisation oder OCHA tätig sind, konnten Hilfsmaßnahmen schnell geleistet werden. Auch das Internationale Komitee vom Roten Kreuz (IKRK) und die niederländischen Einheiten der multinationalen Sicherheitstruppe waren eingebunden.
Vom Vulkanobservatorium in Goma sind Seismologen nach Bukavu entsendet worden, um die Gefahr eventueller Nachbeben einzuschätzen und die Einwohner gegebenenfalls vorzubereiten.
Ingenieure von MONUC beurteilten die Statik von Gebäuden. UNDP stellte etwa 500 Zelte aus anderen Programmen als Notunterkünfte zur Verfügung, die teilweise aus Brindisi in Italien eingeflogen wurden.
Rund 1700 Familien waren direkt auf Hilfsmaßnahmen angewiesen. Das UNHCR und seine örtlichen Partner halfen 202 Familien in Ibanda. Das IKRK half 848 Familien in Ndendere und in Bagira. Durch das World Food Program wurde die Nahrungsmittelversorgung von 187 Personen sichergestellt, die in Krankenhäusern in der betroffenen Region behandelt werden mussten.

## Tektonische Beurteilung

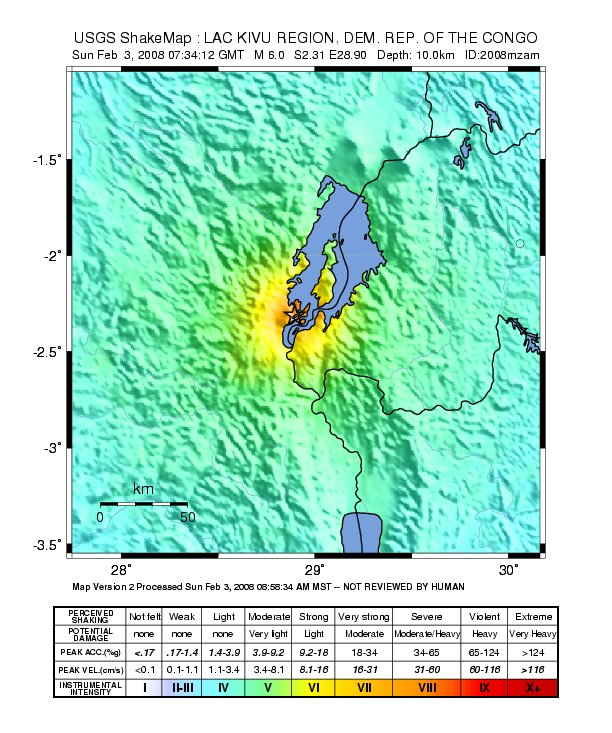
Reichweite des Erdbebens von 7:34:12 Uhr UTC.

Die Region der Großen Afrikanischen Seen liegt in einer seismisch aktiven Zone entlang des westlichen Zweiges des Ostafrikanischen Grabenbruches. Dieser zieht sich von der Mündung des Sambesi in Mosambik über etwa dreitausend Kilometer bis zum Golf von Aden und bildet die Grenze zwischen der Afrikanischen und der östlich davon liegenden somalischen Sub-Platte.
Auf der Höhe des Erdbebens bewegen sich beide Platten mit einer Geschwindigkeit von etwa vier Millimetern im Jahr voneinander weg. Das Erdbeben ereignete sich in der Nähe des Kiwusees.
Das Epizentrum des Erdbebens lag nur wenige Kilometer vom Epizentrum eines Erdbebens entfernt, das im Oktober 2002 zwei Menschen in Goma tötete. 1966 hatte ein Erdbeben mit der Magnitude MS=7 im westlichen Uganda 157 Todesopfer gefordert und mehr als 1300 Personen verletzt, 1994 tötete ein Beben der Stärke 6 im Ruwenzori-Gebirge, ebenfalls im Westen von Uganda, mindestens sechs Personen. Im Dezember 2005 erschütterte die Region ein starkes Beben, das eine Oberflächenwellenmagnitude von MS=7,6 erreichte. Insgesamt sind von 1901 bis 2005 in diesem Bereich 21 Erdbeben mit Magnituden von mindestens 6,8 beobachtet worden.